# Stilpnopappus bicolor
Stilpnopappus bicolor là một loài thực vật có hoa trong họ Cúc. Loài này được (DC.) Mart. ex Baker miêu tả khoa học đầu tiên năm 1873.